# Ел Дорадо
Вижте пояснителната страница за други значения на Ел Дорадо.
Ел Дорадо (на испански: El Dorado, буквално: „златният човек“, на български се среща и Елдорадо) е легенда за едно ненамерено и до наши дни място, наричано „Златния град“ за което се смятало, че се намира близо до езерото Гуатавита на 50 км североизточно от столицата на Колумбия, Богота. Любителите на приключения започват издирвания на точното му местонахождение още преди четири века.
Легендата започва през 1530-те в Андите на територията на днешна Колумбия, департаменти Кундинамарка и Бояка, където конкистадорът Гонсало де Кесада за първи път влиза в досег с племето муиски и наблюдава племенния ритуал по встъпването във власт и узаконяване на всеки нов върховен вожд на муиските, който имал характер и на принасяне на дарове към боговете в езерото Гуатавита.

## Ритуалът
Ритуалът, поставил началото на мита за Ел Дорадо бил следният.
Тялото на зипа, както е титлата на върховния вожд на муиските (майски племена), се намазва с растителни смоли и посипва със златен прашец. Хората от племето правят тръстиков сал със специална платформа, върху която се разгарят четири жертвени жарави с благовония. Бъдещият вожд се качва на сала заедно с четирима подчинени нему високопоставени хора от племето и салът се натоварва с жертвени предмети като златни фигурки и скъпоценни камъни. Когато салът достигне средата на езерото, зипа се отдава на молитви към боговете и даровете биват пускани един по един в езерото. През това време муиските се събират на брега, свирят, танцуват и издават ритуални викове със запалени факли в ръце. След като са принесени всички дарове, бъдещият вожд и спътниците му се връщат на брега с плуване. Успешното завръщане означавало, че милостта на боговете е спечелена и празникът по освещаването на новия вожд достига апогея си.
Според вярванията хората тръгнали да търсят Ел Дорадо заради кризата в която били изпаднала, ала свещеният вожд на муиските го пазел. Ел Дорадо се виждал единствено 1 път в годината когато Луната, Земята и Слънцето са в една линия и освещават кристала Кимонг.

## Митът
Историята за този племенен ритуал достига до Кито благодарение на хората на конкистадора Себастиян де Белалкасар, смесена и с техни собствени измислици и слухове. Ел Дорадо, което означава „златен човек“ започнало постепенно да се отнася за мястото, където властвал Златният, и това място било представяно ту като град, ту като царство, ту като империя. Подлъгани от легендата, през 1541 година Франсиско де Ореляна и Гонсало Писаро поемат от Кито към своята опустошителна експедиция, при която де Ореляна става първият човек, преплавал Амазонка по цялото ѝ протежение до устието.